# Монтажные когти
Монтажные (монтёрские) когти (лазы) — приспособление для подъёма человека на опору линии электропередачи, представляющее собой крюки с зубцами и ремнями для крепления на ступни. На опоре когти удерживаются за счёт углового момента сил, возникающего из-за расположения на разной высоте зубцов и веса человека.
Выпускаются монтажные когти для подъёма на деревянные опоры и на железобетонные опоры.